# Oxycarenus pallens
Oxycarenus pallens – gatunek pluskwiaka z podrzędu różnoskrzydłych i rodziny skupieńcowatych. Fitofag żerujący na roślinach zielnych. Pierwotnie miał zasięg południowopalearktyczny, jednak w XXI wieku jest w ekspansji na północ w wyniku ocieplania się klimatu.

## Taksonomia
Gatunek ten został opisany po raz pierwszy w 1850 roku przez Gottlieba A.W. Herricha-Schäffera pod nazwą Stenogaster pallens. Nazwa rodzajowa Stenogaster została później zsynonimizowana z rodzajem Oxycarenus; obecnej kombinacji jako pierwszy użył Franz Xaver Fieber w 1861 roku. W 1969 roku O. Samy wyznaczył omawiany takson gatunkiem typowym nowego podrodzaju Oxycarenus (Euoxycarenus).

## Morfologia
Pluskwiak o ciele długości od 3 do 4,5 mm, przy czym samce są przeciętnie mniejsze od samic. Głowa ma punktowaną powierzchnię i barwę ciemnobrązową do czarnej u pokolenia zimującego, a jasnobrązową u pokolenia wiosennego. Czułki mają człon pierwszy blady, człon drugi blady, czasem z lekkim przyciemnieniem w części nasadowej, człon trzeci bladożółty do brązowego, a człon czwarty ciemnobrązowy. Czarna kłujka przekracza wysokość bioder tylnej pary odnóży. Przedplecze jest punktowane, o krawędziach bocznych prostych, ubarwione blado z poprzecznym pasem w przedniej połowie, który u pokolenia zimującego jest ciemnobrązowy do czarnego, a u pokolenia wiosennego jasnobrązowy. Przednia połowa tarczki jest brązowa do czarnej, tylna zaś jasnożółtawa. Półpokrywy mają bladożółtą przykrywkę, bladą międzykrywkę z ciemniejszym punktowaniem i przezroczystą zakrywkę. Linia oddzielająca przykrywkę od zakrywki jest wyraźnie zakrzywiona, a długość zakrywki jest większa niż przykrywki. Odnóża mają blado ubarwione golenie i stopy. Przednia para odnóży ma jasne uda uzbrojone w kolce. Niekiedy spotyka się osobniki o nieco odmiennym ubarwieniu np. z czerwonawą głową i czerwoną przepaską poprzeczną na przedpleczu albo całkowicie jasne. Genitalia samca mają edeagus z jedną wezyką o dwóch błoniastych wyrostkach ustawionych grzbietowo, pozbawiony płata wezykalnego jak i drugiego sklerytu.

## Biologia i ekologia

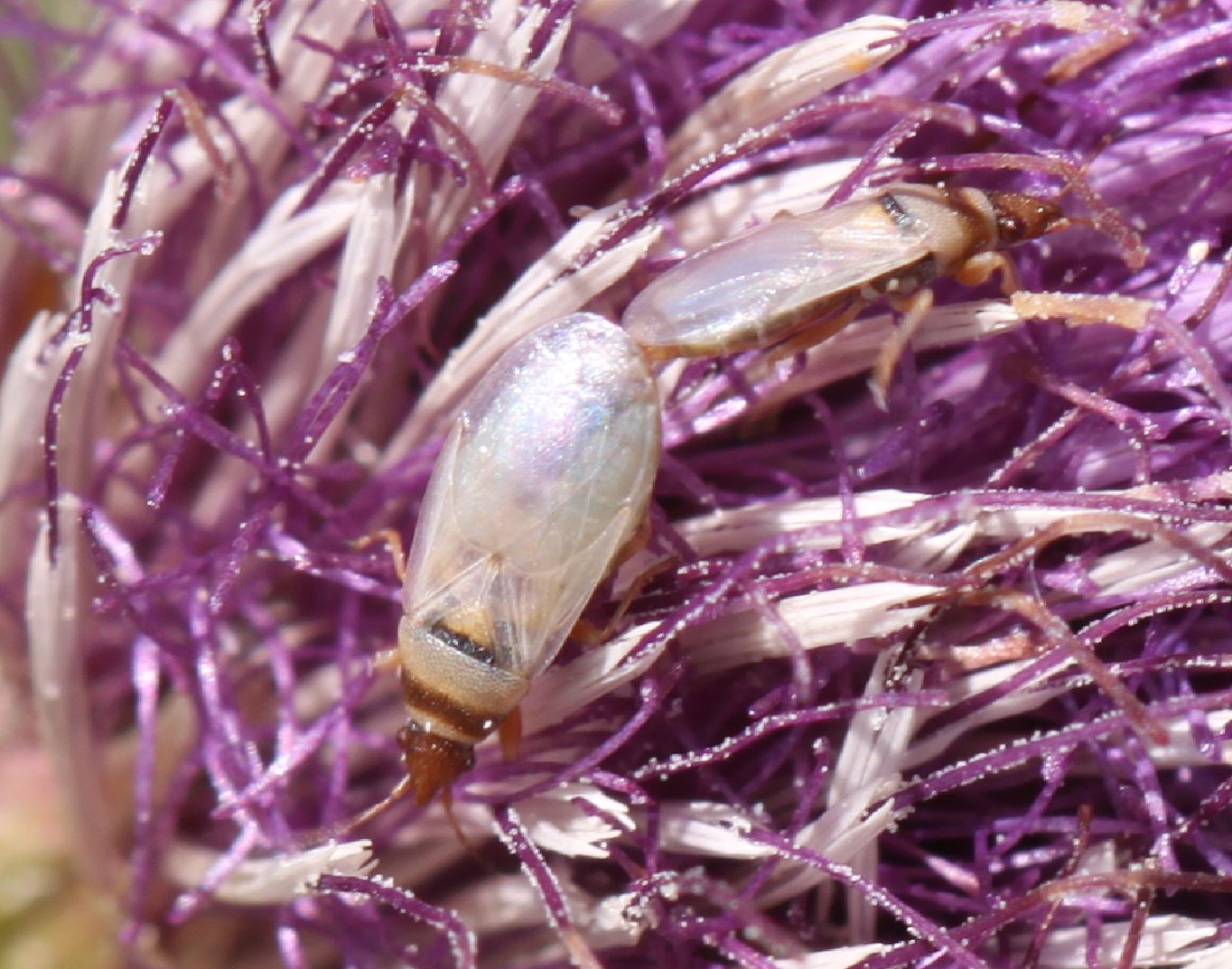
Kopulująca parka

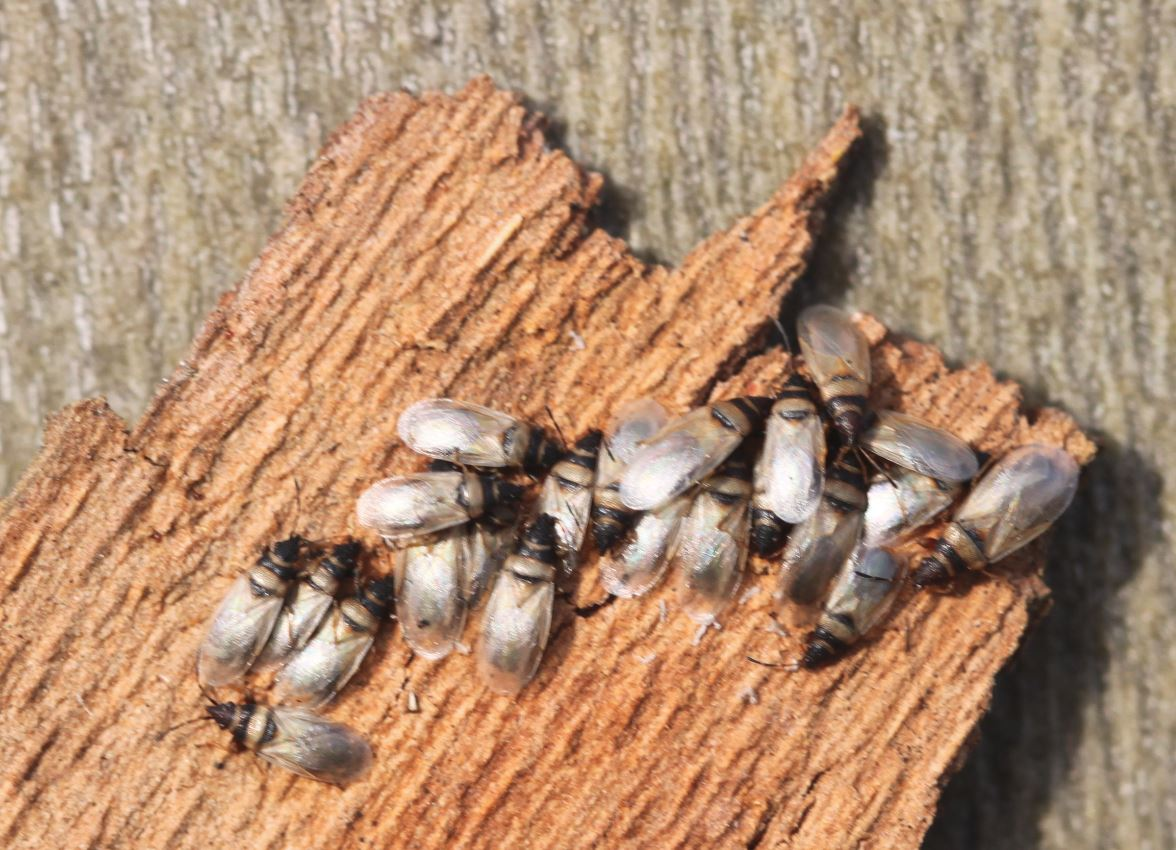
Agregacja na spodzie kory

Owad ten jest fitofagiem ssącym soki roślin z rodzajów: chaber, ostrożeń, mlecz, oset, psianka, czystek, kostrzewa i tamaryszek. Wydaje na świat dwa pokolenia w roku. Samice składają jaja od końca maja w pseudancjach roślin żywicielskich. Osobniki dorosłe nowego pokolenia obserwuje się od lipca.

## Rozprzestrzenienie
Gatunek palearktyczny, szeroko rozprzestrzeniony na południu krainy. W Europie wykazany został z Portugalii, Hiszpanii, Francji, Niemiec, Austrii, Włoch, Polski, Ukrainy, Czech, Słowacji, Węgier, Słowenii, Chorwacji, Bośni i Hercegowiny, Serbii, Czarnogóry, Macedonii Północnej, Rumunii, Mołdawii, Bułgarii, Grecji (w tym Korfu) i południowej Rosji. W Afryce Północnej znany jest z Maroka, Tunezji, Algierii i Egiptu. W Azji występuje od Cypru, Turcji i Kaukazu przez Syrię, Izrael, Kazachstan, Turkmenistan, Iran po północne Indie i północne Chiny.
Zmiany klimatyczne związane z globalnym ociepleniem powodują, że gatunek ten znajduje się w XXI wieku w silnej ekspansji w kierunku północnym. W Niemczech po raz pierwszy stwierdzony został w 2004 roku w Bawarii. W 2005 występował już w Saksonii, w 2007 w Nadrenii-Palatynacie, a w 2017 w Hesji. W Polsce gatunek ten po raz pierwszy wykryto w 2013 roku w Beskidzie Śląskim, gdzie przedostał się najprawdopodobniej przez Bramę Morawską tzw. morawskim szlakiem migracyjnym. W 2014 roku znaleziono go w Beskidzie Niskim, gdzie dotarł przypuszczalnie przez niższe przełęcze tzw. ondawskim szlakiem migracyjnym. W 2018 doniesiono o jego występowaniu we wschodniej części polskich Beskidów i Górnym Śląsku, a w 2019 na Dolnym Śląsku. W 2019 znany był w Polsce już z 9 stanowisk.